# Neiker
NEIKER | Instituto Vasco de Investigación Y Desarrollo Agrario, es un instituto público español que busca generar conocimiento y servicio que aporte valor al sector agroalimentario y al medio ambiente, contribuyendo activamente al despliegue de los objetivos del Gobierno Vasco y al desarrollo económico y social del entorno, mejorando así su competitividad y sostenibilidad.

## Historia
A mediados del siglo XIX, la Diputación Provincial de Alava creó la Granja Modelo o Escuela Práctica de Agricultura de Arkaute que se dedicó a la propagación de sistemas y técnicas agrarias innovadoras hasta los años veinte del siglo XX. En 1934, el Instituto Nacional de Investigaciones Agronómicas creó la Estación de Mejora de la Patata en los montes de Iturrieta. En 1948, la Estación de Mejora de la Patata se hizo cargo de la Granja Modelo. Entre los años cuarenta y los ochenta se dedicó a la mejora genética y sanitaria de este cultivo y a la mejora genética animal. Por otra parte, en 1975 el Estado creó el Laboratorio Pecuario del País Vasco en Derio (Vizcaya).
Entre 1981 y 1997, tras la transferencia de competencias en materia de investigación científica y técnica de la Administración General del Estado a la Comunidad Autónoma del País Vasco, el Departamento de Agricultura y Pesca comenzó a materializar su política de fomento de la I+D agraria a través sus propios centros CIMA (Centro de Investigación y Mejora Agraria) y SIMA (Servicio de Investigación y Mejora Agraria). Durante este periodo, el CIMA, situado en Arkaute (Álava) y el SIMA, situado en Derio (Bizkaia), desarrollaron, adaptaron y difundieron las más modernas tecnologías al servicio de las personas agricultoras, ganaderas y forestalistas de la Comunidad Autónoma del País Vasco (CAPV). Neiker forma parte de la Red Vasca de Ciencia y Tecnología, creada en 1997.
En 1999, estas sociedades se adscribieron a la Sociedad AZTI, A.B que desde el 1 de septiembre del mismo año cambió su nombre a NEIKER-Instituto Vasco de Investigación y Desarrollo Agrario. NEIKER articula toda la investigación agrícola, ganadera y forestal a través del Decreto 177/97, adscribiéndose finalmente a NEIKER por Decreto 50/2001 la gestión del Servicio de Semillas y Plantas Vivero. A través del Decreto 8/2005 de 27 de junio, NEIKER se adscribe al Departamento de Medio Ambiente, Planificación Territorial, Agricultura y Pesca del Gobierno Vasco. A finales del año 2006 se une a la corporación tecnológica Tecnalia, entidad de la que deja de formar parte en 2019 con la adhesión a BRTA, Consorcio Científico-Tecnológico de Euskadi.
Tiene dos sedes: en el Campus Agroalimentario de Arkaute (Álava) y en el Parque Tecnológico de Bizkaia en Derio.

## Actividad
Como ente público de derecho privado, desarrolla conocimiento y soluciones innovadoras y transferibles para aportar valor al sector agroalimentario y mejorar su competitividad con criterios de respeto al medio ambiente, asegurando su sostenibilidad actual y futura y contribuyendo al desarrollo económico y social del entorno, en consonancia con los objetivos de la Consejería de Desarrollo Económico e Infraestructuras del Gobierno Vasco. Su actividad científica de se complementa con el registro de patentes y variedades de diversas soluciones innovadoras y tecnológicas.
Sus áreas de actuación son: producción vegetal, sanidad vegetal, producción animal, sanidad animal, conservación de recursos naturales y ciencias forestales. 
En 2017 contaba con una plantilla de 170 profesionales.
Desde 2017 se concede el Premio NEIKER-Tecnalia para el mejor trabajo de divulgación de ciencia y tecnología en euskera relacionado con el sector primario, en los premios CAF-Elhuyar.

## Premios y reconocimientos
- Premio "Sello Innovación 2009" de la Asociación de Parques Científicos y Tecnológicos de España.[16]
- Neiker-Tecnalia fue elegido en 2011 como centro tecnológico de la UE para identificar las nuevas variedades de patata.[17]